# Ancyloxypha
Ancyloxypha is een geslacht van vlinders van de familie dikkopjes (Hesperiidae), uit de onderfamilie Hesperiinae.

## Soorten
- A. arene (Edwards, 1871)
- A. aurea Hayward, 1940
- A. dryas Hayward, 1942
- A. melanoneura Felder & Felder, 1867
- A. nitidula (Burmeister, 1878)
- A. numitor (Fabricius, 1793)
- A. ramba Evans, 1944